# AV8 Air
Az AV8 Air az Egyesült Királyságban bejegyzett légitársaság volt. 
2003 júniusában alapították és 2003. november 25-én kezdte meg működését. 2004. április 7-étől a CT2 idegenforgalmi vállalat leányvállalataként működött. Ez az első járat egy Boeing 767-300 ER típusú járat volt, ami Fokvárosba szállított utasokat. Ezen a járaton kívül a tervek szerint egy Boeing 757-200-as típusú repülő a Mediterrán térségbe szállított volna utasokat, de a megfelelő engedély hiányában erre nem került sor. A társaságot pár hónappal indítása után megszüntették.

## Kódjai
- ICAO kód: MNF
- Rádiós azonosító jel: PENNINE